# 安德烈·喬治·科拉普
安德烈·喬治·科拉普（法語：André Georges Corap，法語發音：[ɑ̃dʁe ʒɔʁʒ kɔʁap]，1878年1月15日—1953年8月15日）是一位法國將軍，於1940年法國戰役中指揮第9軍團。
科拉普出生於諾曼底的蓬托德梅尔，父親是一名裁縫師。他在1898年畢業於法国圣西尔军校，並加入軍隊。而後他受命指揮摩洛哥與阿爾及利亞的部隊，1905年，他考上了聯合國防大學（Collège interarmées de défense）。1914年他晉升少校，指揮輕步兵（Zouaves）。一次大戰大部分時間，他擔任菲立普·貝當與斐迪南·福煦的參謀軍官。戰爭結束後又參與了里夫戰爭，還參與了逮捕叛軍領袖阿卜杜·克里姆的行動。1929，科拉普晉升准將，1933年晉升少將。1935年晉升中將，並在1937年指揮第2師。1939年戰爭爆發後指揮了第9軍團，在1940年德軍的閃擊戰攻勢中負責防衛阿登森林地區。1940年5月19日，科拉普被解除了職務，7月1日被轉為後備役。

## 外部連結
- who's who in 20th century warfare
- page from generals.dk （页面存档备份，存于）